# Slowly Slowly
Slowly Slowly è un singolo del cantante indiano Guru Randhawa, pubblicato il 19 aprile 2019.
Il singolo ha visto la partecipazione del rapper statunitense Pitbull.